# Jolly (musikgrupp)
Jolly är ett progressivt rockband från New York, USA. Bandet influeras av bland annat, Porcupine Tree, Radiohead och Muse. De slog år 2009 igenom med sitt debutalbum Forty Six Minutes, Twelve Seconds Of Music och släppte sitt andra album The Audio Guide To Happiness (Part I) i april 2011 och var del 1 av 2 i The Audio Guide To Happiness-serien. 
Jolly är berömda för sitt användande av binaurala toner i musiken, som sägs påverka sinnesstämningen i hjärnan om man lyssnar på rätt sätt.

## Orkanen Sandy
Under Orkanen Sandy, i slutet av oktober 2012 blev Jollys replokal och trummisen Louis hem i Rockaway Park, New York översvämmade och förstörda. I ett meddelande sade bandet att utrustning och instrument till ett värde av 30 000 dollar förstörts. Bandet meddelade att släppet av The Audio Guide To Happiness (Part II) och dess turné riskerade att skjutas fram. 
En vecka efter orkanen startade bandet en insamling och satte som mål att på tre månader samla ihop 10 000 dollar med sina fans. Dock tog det bara en vecka innan målet var nått genom fans som med sin generositet såg till att pengarna samlades in snabbt. Bandet meddelade då att skivsläppet och turnén skulle bli av.

## Bandmedlemmar
Nuvarande medlemmar
- Anadale – sång, gitarr (2008– )
- Anthony Rondinone – basgitarr, sång (2009– )
- Joe Reilly – keyboard, sampler (2008– )
- Louis Abramson – trummor (2008– )

Tidigare medlemmar
- Mike Rudin – basgitarr (2008–2009)

## Diskografi
Studioalbum
- Forty-Six Minutes, Twelve Seconds of Music (2009)
- The Audio Guide To Happiness (Part I) (2011)
- The Audio Guide To Happiness (Part II) (2013)
- Family (2016)

Samlingsalbum
- The Audio Guide To Happiness (2013)